# Лесковдол
Леско̀вдол е село в Западна България. Намира се в община Своге, Софийска област. 

## География
Лесковдол се намира в Голема планина, част от Западна Стара планина. Цялото землище е малко над 26,2 кв. км. Самото село е разположено между 600 и 1100 м надморска височина и е съставено от десетки махали, пръснати по планинските склонове. Най-високата точка от селското землище е връх Издремец (1492 м).
Коларски и черни пътища свързват Лесковдол със съседните му села – Брезовдол, Редина, Буковец, Желен и Бов.

### Почви
По вид почвите са основно кафяви горски, глинесто-песъчливи, което ги прави неблагоприятни за земеделие. Преди около 70-80 години, поради тогава почти напълно обезлесения терен, почвите в селото ставали жертва на ерозия и денудация, като този проблем бил разрешен с масови залесявания в района от 50-те до 80-те години на миналия век.

### Полезни изкопаеми
Още в самото начало на XX век в района започват проучвания за полезни изкопаеми, като в Лесковдол и землището му са открити две находища, които биват дадени на концесия за добив: „Божидар“ - за оловно-цинкова руда и „Балкан“ - за медна руда. По-голямото находище било „Божидар“, където концесията започнала през 1913 година, а в „Балкан“ две години по-рано - през 1911 година.
Експлоатацията и в двете находища била слаба и непостоянна, и се случвала само в малки участъци. Самият добив от тях не траел повече от няколко години, тъй като добитата руда не се поддавала на флотация. Почти веднага след преврата през 1944 година новата власт си поставила за цел разработка на находищата „Балкан“ и „Божидар“, като по неясни причини обаче това не се случило.
Допълнително в местността Баин камък функционирала малка кариера за червен гранит и павета, която била експлоатирана малко в началото на XX век и впоследствие изоставена. С политическите промени след 1944 година е решено кариерата да се разработи отново. За целта се прокарва път от гара Своге до кариерата, но дори и с неговото съществуване кариерата Баин камък работила изключително малко и неефективно. Всичко това довело до прекъсване на работата и повторно изоставяне на кариерата през 1955 година.

### Климат
Климатът в района е умереноконтинентален. Зимата е студена със средни януарски температури около −2 °C градуса, а снегът, особено в по-високите и усойни местности, се задържа обичайно до средата на февруари - март. Пролетта е по-често прохладна и слънчева с превалявания, за разлика от есенния период, когато валежите са по-малко, а температурите рязко намаляват. Лятото е често сухо, задушно в по-ниските части и прохладно във високите махали. Средните юлски температури на въздуха са 20 °C, а максималните понякога достигат около 30 градуса, поради местоположението на селото в малка долина.

### Реки
Територията на селото е прорязана от десетки, главно пресъхнали планински потоци, които образуват малки долове. Главните постоянно течащи реки са Рединска, Червени дол, Късѝ дол и Селска. Останалите реки и потоци в селото са непостоянни и изникват след по-обилните пролетни валежи и снеготопене. Едва 0,03 % от землището са заети от постоянно течащи води.
Река Рединска е главната река, която протича през територията на Лесковдол. Извира от склоновете над махала Ра̀змерица, поради което е наричана от местните Ра̀змеришка. По пътя си Рединска събира в себе си всички други реки и потоци от селото, като след това завършва в река Искър. Често погрешно е наричана Лесковска или Лесковдолска, а на някои карти се среща като Стара река. През лятото на 2014 година, след поройни дъждове, Рединска предизвиква сериозни наводнения по поречието си, повличайки дървета и тонове наноси със себе си и активизирайки няколко свлачища. Измененията в коритото на реката след пороищата могат да бъдат видени и днес. 
Червени дол е друга основна река в селото. Тя извира близо до местността Червената вода, откъдето идва и името ѝ, тече през източната част на Лесковдол и близо до махала Добролѐво бърдо се влива в Рединската река. Преливането на Червени дол през лятото на 2014 година поврежда частично настилката на пътя Своге - Лесковдол при отклонението за махала Добролѐво бърдо.
Река Късѝ дол извира над махала Падѝната, в северната част на селото, близо до местността Дупките. Малко по на юг от селската църква се влива в река Селска. Кръстена е Късѝ дол заради краткото разстояние, в което тече – едва около 2 километра.
Река Селска, наричана също Лесковска започва от склоновете между махалите Вратнѝца и Падѝната. Преминава покрай старото начално училище и църквата, а малко преди кметството, под махала Гребеньо̀, се влива в река Рединска. Носи името си от местността Село, през която протича.
Реките Метльов дол, Кален дол, Трите кладенци и Дедов дол извират от западното подножие на връх Издремец, протичат през северните части на селското землище и се вливат в река Трескавец. По протежението им през 30-те години са правени каменни баражи и прагове със суха зидария за овладяване на наводненията и пороищата надолу по течението, като Дедов дол е сочена за най-опасния приток на река Трескавец.

### Флора
В миналото цялата област на Искърския пролом е била заемана от стари, гъсти гори, които на места дори били непроходими. Само 30 години след Освобождението обаче районът на селото, а и на целия Искърски пролом, бил обезлесен, а множеството малки дерета се превръщали в буйни потоци при всеки дъжд, което водело до щети за местните и сериозно застрашавало новопостроената ж.п. линия до Варна. За справяне с проблема през 1924 година започват масови залесявания, като връх Издремец в землището на Лесковдол е едно от първите обхванати места, тъй като от подножието му извирали някои от най-опасните притоци на река Трескавец. След 1934 година мащабът на залесяванията около Издремец се увеличава с цел овладяване на реките Дедов дол, Кален дол, Три кладенци и Метльова падина. Годишно се садели десетки хиляди фиданки.
Едва след 1950 година започват по-масови залесителни дейности и в другите райони от селото, като основно се садяло върху пустеещи земи и свлачищни терени. През 1955 година от цялото землище едва 10,478 декара били залесени, като само 27% от тях били с дървета над 30 години. С цел запазването на младите фиданки били въвеждани ограничения за пашата на козите, като имало и обособени пасища за овцете и едрия добитък.
В наши дни територията със статут на гора в селото и неговото землище е значителна – близо 58% От иглолистните видове доминира борът - бял и черен, по-рядко смърч и ела, докато от широколистните най-разпространени са букът и дъбът, по-рядко акация, бреза, орех, габър и тополи, предимно по поречието на река Рединска. Най-високите северни и североизточни части на землището – особено под върховете Лиляка и Старо пладнище – са заети от стари букови гори, голяма част от които са обхванати от защитената зона по Натура 2000 „Искърски пролом – Ржана“.
От храстите повсеместно срещани са малината, къпината и шипката, докато боровинки растат по голите била над селото. В махалите и около тях са разпространени значително овощните дръвчета – ябълка, слива, череша, джанка, круша и по-рядко праскова, вишна и дюля, като тяхното по-масово засаждане в селото започва през 60-те години на XX век.

### Фауна
В миналото районът на Лесковдол бил изключително див, покрит с гъсти гори, което обуславяло наличието на множество диви животни, които се срещали изобилно тук: вълци, мечки, лисици, диви свине, сърни, елени. С разпръскването на селото и разрастването на махалите броят на дивите животни, както и тяхното разпространение, намалял значително. В наши дни тук се срещат предимно диви свине, диви зайци, сърни. В района на връх Лиляка е открита и малка популация от вълци. Домашните животни пък са застъпени в обитаваните махали на селото.

### Местности
Територията извън махалите на Лесковдол, както и землището му, се делят на стотици местности, като по-важните и големи от тях са:
- Село
- Припор
- Червената вода
- Локвата
- Сълп
- Метльова падина
- Мазнотил
- Ветрен
- Дупките
- Ветренски дол
- Баин камък
- Манастирска поляна
- Темирово бърдо
- Говежди преслап
- Студен преслап
- Шушего
- Баса
- Изворска падина
- Пушкарски рът
- Бело камъне
- Синя запад
- Муртина ливада
- Валого
- Градище
- Арбанасица
- Габрико
- Добролевски рът
- Голямата нива
- Кален
- Заногата
- Черна локва
- Стефанова ливада
- Кореник
- Чуклата
- Ганчовото
- Добреш

### Натура 2000
Северната, северозападната и североизточната части от землището на селото са обхванати от защитената зона „Искърски пролом – Ржана“ по критерия за местообитанията на Натура 2000.  Цел е опазване на растителните популации от дъб, габър, цер, както и на различни видове сухи треви и храсти. Защитената зона обхваща и части от някои махали, като например Лешке, Вратнѝца, Кокелини бабки, Средно бърдо, Равно усое и други.
В обхванатите от Натура 2000 райони от землището на селото са открити 11 местообитания обект на защита, като сред тях са пещерата Меча дупка, защитената зона „Трескавец“ в частта ѝ в землището на селото и други.
Освен защитените зони за растителни видове, части от землището на Лесковдол са описани като подходящи или оптимални за развитието на популации от различни защитени животински видове като например алпийска розалия, буков сечко, вълк, няколко вида прилепи и други.:

## История
Историческите извори за селищата от областта на Искърския пролом сочат, че повечето населени места тук са нововъзникнали и са датирани към края на XIV век. Причини за основаването им са различни, но най-често става въпрос за преселение на семейства, избягали към този район след падането на България под турска власт. В случая с Лесковдол няма официално потвърдена информация за възникването на селото. Едно от първите споменавания на селото е в страниците на османски регистър, датиран към средата на XVI век, според който в Лесковдол има 10 домакинства и едно неженено лице.
Като първоначално място на заселване както от местните, така и в историческите източници, се посочва местността Село, която се намира в дола между махалите Ливада и Касо̀во бърдо. Сведения показват, че в началото Лесковдол е било купно селище, но с времето нарастването на населението и липсата на пространство и земи в местността ускорили процеса на разпръскване на селото, който започнал още преди Освобождението. Разселването от старото селище се състояло в създаване и населване на колиби и единични дворове по хълмовете около дола, основно на места, подходящи за земеделие, с налични водоизточници и близо до високопланински пасища. По време на освободителната война населението бяга към Враца, като след края на сраженията повечето от жителите не се върнали в старото селище, а се заселили по вече съществуващите кошари около него.
С времето разрастването на кошарите и единичните дворове довежда до образуването на нови махали. Непригодното географско местоположение на старото село спомогнало пръскането на населението в новите махали да стане окончателно. По сведения от 30-те години на XX век мястото на старото село било напълно изселено, без нито една къща, и се познавало само по запазените сливови дървета.
На 17.04.1944 година, по време на Втората световна война, на юг от днешния селски център са хвърлени над 20 бомби, но въпреки това няма регистрирани жители, напуснали селото поради сраженията.
През 1950 година на връх Издремец, намиращ се в лесковдолското землище, се състоял конгрес на Първи балкански новоосвободителен отряд - нелегална група младежи от околните села, обединени срещу новия режим и целящи възстановяване на БЗНС. Малко след самия конгрес участниците в него и други членове на отряда са заловени и година по-късно осъдени, като сред тях има и двама мъже от Лесковдол - Трайко Колев и Никола Коцев.

### Планирано изселване
През 1946 година се планирало обявяване на строгоохранителен периметър, обхващащ водосборния басейн на река Рединска, с цел цялостно залесяване на района. Предвиждало се пълно изселване на селата Лесковдол и Редина, тъй като при частични изселвания хората, които оставали, нанасяли щети на новозалесените площи. От всички 141 домакинства в Лесковдол 89 домакинства били съгласни да се изселят, а останалите 52 били против. До създаване на периметър „Рединска река“ обаче така и не се стига поради национализацията на горите през 1947 година и последвалата промяната на реда и начина на залесяване.

### Изменение в границите
На 7 октомври 1948 година Общинският съвет в Своге взема решение за промяна на границите между Лесковдол и Редина. Целта е по-доброто администриране на селата и премахване делението на Редина от местните на две части, съответно
- I-ва Редина - намирала се на мястото на стария купен център на село Редина, където било концентрирано то до разпръскването си след Освобождението и
- II-ра Редина - съставена от махала Дренов, днес квартал на град Своге

С решението на Съвета от Редина към Лесковдол се прехвърлила I-ва Редина и махалите около нея - Свино̀ве, Стоевица, Попово лешке, Обретен, Ливадище, Котлене, Горуня, Джидовец, Пали градище и Драганов ток - общо 35 къщи. В наши дни прехвърлените махалите се намират в югозападната част на Лесковдол, като преди преминаването им към селото то е започвало при махала Гребеньо̀. Бившата I-ва Редина днес е своеобразен център на Лесковдол, като тук са разположени бившето основно училище, служещо днес за кметство, сградата на затворените главен магазин, читалище и здравен пункт. След изменението на границите землището на Лесковдол се увеличава от 18,6 на 26,2 кв.км.

### Име
Основната хипотеза за произхода на името на Лесковдол е, че то идва от лешниковите дървета, които растат в изобилие в дола на река Селска и местността Село, където се смята, че е основано селото. Понякога етимологията на името се свързва с т.нар. „лиска“ - аргилит, вид седиментен камък, характерен за региона и нетипичен за останалата част от планината.
Има два варианта на изписване: Лесков дол и Лесковдол. В миналото името на селото се е изписвало по-често разделено или с тире помежду, докато в наши дни слетият вариант е приет за официален.

### Археологически паметници
На територията на Лесковдол има регистрирани няколко надгробни могили, като подобни съоръжения са открити и в съседните села Редина и Буковец. Тези обекти са свързвани с различни тракийски племена, като историческите данни показват, че районът на Своге и околните села е бил гъсто населен още от тракийско време.
В крайната западна част на селското землище се намира връх Градище, за който се смята, че е бил част от система от градища и крепости по протежението на Искърския пролом. Тези градища са имали наблюдателна и охранителна функция, и са били използвани през Римско и Византийско време, а някои от тях остават действащи и през Средните векове. По откритите находки в изследваните подобни крепости в района се предполага, че покрай част от тях са възниквали и селища, населявани както от военно, така и от цивилно население.
При преминаването си в района през 1933 година Павел Делирадев говори за Лесковдолско градище, за което твърди, че служело за наблюдение на движението по течението на Искър, както и че било във връзка с Бовското градище.
Районът на върха, както и намерените в селото надгробни могили, са вписани като недвижими културни ценности в архелогическата карта на България.
- Скална маса на връх Градище
- Останки от зид на върха
- Масивни скали, непосредствено под върха

## Население
Постоянното население на селото е 59 души по данни от юни 2024 година, като по-голяма част от тях е съсредоточена в няколко махали. Поради по-изолираното си местоположение населението е изключително хомогенно, като това почти не се е променяло през вековете. Според данни от преброяването през 2011 година близо 98% от жителите се съотнасят към българската етническа група, докато 2% не са се самоопределили.
През 1940-1941 година, след обиколката си в района, Любомир Динев говори за по-мащабно преселване на цели семейства от Лесковдол към Северна България в търсене на по-добри условия за земеделие. Според Динев между 1879 и 1900 година 3 къщи от селото са се изселили към района на Червен бряг и Врачанско, докато между 1919 и 1941 година преселилите се къщи са вече 19, а районите на преселване са в Новопазарско, Каспичанско, Врачанско и Айтоско.
В доклад от 1940 година началникът на Свогенската секция за укрепване и залесяване установява в 19 села, сред които и Лесковдол, „липса на източници за прехрана“, като настоява за незабавно преобразуване на тези селища в купни, концентриране на част от жителите им и разселване на останалите към различни райони на страната.
През 1948 година, в свой доклад, общинският съвет в Своге обяснява слабото увеличение на населението в Лесковдол с разселването на много семейства към различни части на България в търсене на препитание. Намаляването на населението продължава и след това, като около 1960 година се наблюдава по-рязък спад, когато много лесковдолчани се изселват, голяма част от тях в кв. „Дренов“. С намаляването броя на жителите в селото, особено в отдалечените махали, остават да живеят предимно хора от най-старото и старото поколение.
Започналото през 2020 година преместване от градовете към селата заради пандемията от COVID-19  се отразява и в Лесковдол, където към юни 2024 година броят на жителите с настоящ адрес е 112 души, в сравнение със 70 към края на декември 2019 година.
| Преброявания на населението в Лесковдол     | Преброявания на населението в Лесковдол | Преброявания на населението в Лесковдол | Преброявания на населението в Лесковдол | Преброявания на населението в Лесковдол | Преброявания на населението в Лесковдол | Преброявания на населението в Лесковдол | Преброявания на населението в Лесковдол | Преброявания на населението в Лесковдол | Преброявания на населението в Лесковдол | Преброявания на населението в Лесковдол | Преброявания на населението в Лесковдол | Преброявания на населението в Лесковдол | Преброявания на населението в Лесковдол | Преброявания на населението в Лесковдол | Преброявания на населението в Лесковдол | Преброявания на населението в Лесковдол | Преброявания на населението в Лесковдол | Преброявания на населението в Лесковдол |
| ------------------------------------------- | --------------------------------------- | --------------------------------------- | --------------------------------------- | --------------------------------------- | --------------------------------------- | --------------------------------------- | --------------------------------------- | --------------------------------------- | --------------------------------------- | --------------------------------------- | --------------------------------------- | --------------------------------------- | --------------------------------------- | --------------------------------------- | --------------------------------------- | --------------------------------------- | --------------------------------------- | --------------------------------------- |
| година                                      | 1881                                    | 1888                                    | 1893                                    | 1900                                    | 1905                                    | 1910                                    | 1920                                    | 1926                                    | 1934                                    | 1946                                    | 1956                                    | 1965                                    | 1975                                    | 1985                                    | 1992                                    | 2001                                    | 2011                                    | 2021                                    |
| население                                   | 387                                     | 472                                     | 475                                     | 515                                     | 548                                     | 644                                     | 623                                     | 706                                     | 822                                     | 783                                     | 790                                     | 523                                     | 324                                     | 204                                     | 204                                     | 173                                     | 114                                     | 65                                      |
| Източник: Национален статистически институт |                                         |                                         |                                         |                                         |                                         |                                         |                                         |                                         |                                         |                                         |                                         |                                         |                                         |                                         |                                         |                                         |                                         |                                         |

### Махали
Застроената площ от цялото землище на Лесковдол е 5,1%, като къщите са разпределени в множество махали, повечето от тях достъпни по черни или коларски пътища. Имената на лесковдолските махали са следните:
- Бальова сеч
- Бра̀нище*
- Ва̀лого
- Вратнѝца*
- Гащников рът
- Горуня
- Гребеньо̀
- Да̀бето
- Джидовец
- Добролѐво бърдо
- Драганов ток
- Дрено̀
- Иньо̀ва нива
- Йо̀вина о̀рница
- Касо̀во бърдо
- Ключ*
- Кокелини бабки
- Котлене
- Лаго̀
- Ла̀домерица
- Лафчов ток
- Лешке
- Ливагье*
- Ливада
- Ливадище
- Лопа̀тица
- Могилата
- Обретен
- Осѝчено бърдо
- Падѝната
- Пали градище
- Попо̀в кладенец
- Попово лешке
- Ра̀внище*
- Равно усое
- Радова ливада
- Ра̀змерица
- Свино̀ве
- Селище*
- Средно бърдо
- Стоевица
- Черногор

Имената отбелязани със звездичка могат да бъдат срещнати и членувани.

## Управление
Лесковдол започва след спирка „Лозето“ по линията Своге - Лесковдол, като къщите преди това са в землището на Редина. 
В наши дни кметството се намира в сградата на бившето основно училище, като преди това се е помещавало в специално заделено за него помещение в сградата на бившия кооперативен дом. През лятото на 1999 година кметството официално затваря заради намаляващия брой жители. Оттогава насам Лесковдол се обслужва от кметски наместник, който е на пряко подчинение на кмета на Своге.

## Исторически данни за сградите
| Година | Жилищни | Нежилищни | Смесена функция |
| ------ | ------- | --------- | --------------- |
| 1888   | 84      | 130       |                 |
| 1893   | 80      |           |                 |
| 1900   | 70      | 48        | 21              |
| 1905   | 77      |           | 21              |
| 1910   | 69      | 27        | 26              |
| 1920   | 80      | 1         | 15              |
| 1926   | 107     |           |                 |
| 1934   | 139     |           |                 |
| 1946   | 151     | 246       |                 |
| 1956   | 200     |           |                 |
| 1965   | 201     |           |                 |
| 1985   | 351     |           |                 |
| 2001   | 749     |           |                 |
| 2011   | 741     |           |                 |
| 2021   | 701     |           |                 |

## Икономика и услуги
До откриването на ж.п. линията София - Роман през 1897 година жителите на Лесковдол изнасяли да продават продукцията си на пазарите в София, Ботевград и Враца, като транспортирането на стоките ставало пеш или с помощта на коне. Със заработването на новата линия, както и основаването на гарата в Своге, хората от селото се пренасочили към тържищата там. Местните почти изцяло били заети със земеделие и животновъдство, основно за собствени нужди. През 1940 година в Лесковдол се основава кредитната кооперация „Изримец“, чиято цел била да развие икономически селото, но въпреки основаването си тя така и не заработва.
Жителите, които не били заети в селското стопанство се трудели почти изцяло в района на селото и близките населени места, първоначално в строежите на железопътната линия, прокарването на новите пътни артерии и масовите залесявания, а впоследствие в новооткритите предприятия в Своге и в мините и кариерите в околността. В миналото лесковдолчани работели и като прислуга в Своге и в София, както и като сезонни жътвари в Софийското поле.
Към момента в селото няма действащи предприятия и икономически то е изцяло зависимо от общинския център.

### Магазини в Лесковдол
В Лесковдол имало два магазина - единият в днешния център на селото, а другият в махала Попо̀в кладенец. Преди промяната на селските граници през 1948 година първият бил главният магазин на село Редина и бил управляван от местната кооперация „Чукава“, но впоследствие той и прилежащата му пивница преминават към територията на Лесковдол. Поради липса на специално помещение за магазина започва изграждане на кооперативен дом, като в средата на 1961 година новото магазинно помещение е готово Магазинът в махала Попо̀в кладенец пък започва работа в самия край на 1959 година, докато официалното завършване и откриване на сградата му става през 1966 година. Към днешна дата нито един от двата магазина в селото не работи.

### Частен бизнес
В Лесковдол функционирали няколко кръчми, като те биват затваряни постепенно след промяната на политическия режим в страната. В селото, основно по поречието на Рединска река, но не само, имало построени и няколко частни воденици, от които след решение на Свогенския местния народен съвет на депутатите и трудещите се (МНСДТ) е оставена да работи само една.

### Земеделие
Земеделието в Лесковдол било главният поминък и в него били заети почти всички жители. В миналото обработваните площи съставлявали ниви и зеленчукови градини, както и малко лозя, а от културите основно се отглеждали картофи, ръж и овес. Недостатъчното количество земя, следствие от пресечения планински терен, предопределяло и нейното постоянно използване, като това водело до честото ѝ изтощаване. Именно поради бедните почви и по-неблагоприятния климат през годините някои местни стопани се изселвали към Северна България, където условията за земеделие били значително по-добри.
В наши дни земеделието в Лесковдол е изцяло за лични нужди, основно под формата на овощни и зеленчукови насаждения, които са почти изцяло съсредоточени в населените части.

### Животновъдство
Животновъдството в Лесковдол се състояло предимно в отглеждането на дребен и едър рогат добитък, като добиването на продуктите от тези животни бил друг важен отрасъл в селото. През годините в Лесковдол основно се отглеждали овце и кози, по-малък брой говеда, свине и птици. В наши дни отглеждането на животни, също като земеделието, е единствено за собствени нужни.

## Инфраструктура
Главният път за Лесковдол, единственият асфалтов в селото, се отклонява от шосето София – Мездра и свършва в махала Кокелини бабки. Той е общински, с дължина около 8 километра, като номерацията му е SFO3611. Асфалтиран е бавно, на етапи, между 1959 и 1982 година.
След поройните дъждове през август 2014 година пътят за Лесковдол остава в силно влошено състояние. Има няколко активизирани свлачища, а асфалтовата настилка бива частично разрушена. През 2020 година пътят е рехабилитиран, а две години по-късно по-голямата част от свлачищата по трасето са укрепени.

### Пътна мрежа
След Освобождението до 40-те години на XX век в селото, с изключение на главния път към новия център, съществували значително по-малко пътни връзки, отколкото днес. Съществено разширение на селската пътна мрежа е взето през 1946 година, когато общинският съвет в Своге гласува направата на нов път от отдалечената махала Ра̀змерица до махала Попо̀в кладенец.
През следващите години започва разширение и поддръжка на пътната мрежа в и между махалите, като към 1950 година изчислената ѝ дължина е около 12 километра. През 1960 година е довършен и разширен пътят от махала Попо̀в кладенец до центъра на селото, който бил ключов, тъй като свързвал пряко всички западни махали с новия център на селото. По същото време дължината на пътната мрежа в селото вече достигала 23 километра. През следващите години в работата по разширение се включил и булдозор, а на места пътищата се покривали с баластрена настилка 
При преливането си през август 2014 година река Рединска отнася паянтовия мост за махалите Свино̀ве и Попо̀в кладенец, като на негово място в края на 2015 година Община Своге изгражда нов бетонен мост.

### Електроснабдяване
В края на 1954 година Първичната партийна организация в Лесковдол взема решение да се откупи част от съществуваща в близост до селото далекопроводна електрическа мрежа, собственост на Съветско-българското минно предприятие, която към онзи момент подлежала на демонтиране. Същевременно от местните е отправено и допълнително искане към Общината за поставяне на трафопост, с което официално да започне процесът по електрифициране.
Към април 1957 година започва подготовката за трафопоста и отсичането на дървета за стълбове, като до края на годината всичко е подготвено, а самият трафопост бива изграден в следващите месеци. В края на 1958 година цялото село вече е електроснабдено, а дължината на мрежата е над 25 километра. През 60-те и най-вече през 70-те години в Лесковдол биват построени множество вили, като това оказва своето влияние върху електроснабдителната мрежа в селото и налага нейното укрепване. За целта между 1978 и 1981 година са построени нови трафопостове в махалите Ра̀змерица и Попо̀в кладенец, а мрежата бива ремонтирана и разширена. В Лесковдол все пак останали единични, изключително отдалечени къщи, които не били електрифицирани.

### Водоснабдяване
Землището на селото е наситено с естествени извори, които били използвани от местните още от заселването си в тези земи. В миналото всяка махала имала самостоятелен водоизточник, като именно изворите били мястото, в близост до което се оформяли махалите. Преди, когато Лесковдол още било колибарско селище, естествените плитки извори били основните водоизточници, като водата се доставяла от тях чрез наземни водопроводи от букови стволове.
През 1930 - 1932 година били каптирани първите извори, като чешмите били изградени от цимент, а водата била довеждана по метални тръби от недалечни водоизточници. През 1940 година над селото са построени две чешми с водопойно корито - една в местността Червената вода и друга в местността Студения преслап., а година по-късно е изградена и чешма в махала Касо̀во бърдо.
Към 1959 година Община Своге нямала какъвто и да е план за водоснабдяване на селото, като жителите все още пиели вода от изворите и реката. През 1961 година започва изграждане на водопровод в централната част за нуждите на основното училище, а година по-късно започва първи етап от строежа на водопровод в една от най-големите лесковдолски махали Попо̀в кладенец. По същото време из селото биват изградени и нови 4 чешми.
Работата продължава през следващите години със строежа на разширения към махалите Ра̀змерица, Добролѐво бърдо, Свино̀ве и Равно усое, както и изграждане на каптажи в махалите Попово лешке и Селище. Изграждането на цялата мрежа ставало на ръка, без проекти и изцяло на доброволни начала от населението, като съоръженията невинаги отговаряли на техническите изисквания. Дебитът на повечето източници пък бил малък, например средното количество подавана вода в централната част на Лесковдол било 0,300 литра/секунда.
За началото на 70-те години бил планиран строежът на водоснабдяване за редица махали, но фактори като сложния планински релеф, разпръснатостта на махалите и малките дебити на каптираните източници създавали сериозни препятствия и забавили процеса.
В наши дни водоснабдяването в Лесковдол е изцяло нецентрално и от местни каптажи, а мрежата в голямата си част е остаряла и в лошо състояние. Поради планинския и силно разпръснат характер на Лесковдол, както и прекалено малкия брой жители, в селото никога не е планирана, нито изграждана канализация.

### Телевизия и съобщения
Строеж на телевизионна кула в селото се планирал още през 1970 година, но изграждането ѝ започва едва в края на 1978 година и продължило почти 3 години. Тя се намира в махала Попо̀в кладенец, като в непосредствена близост до нея, години по-късно, след навлизането на мобилните комуникации, е построена и клетка на мобилните оператори. 
Към 1955 година имало изградена телефонна линия от Своге до пълномощничеството, която е ремонтирана и подсилена през 1970 година с участието и труда на местните жители. Отвъд нея в Лесковдол не са изграждани други телефонни постове, въпреки че няколко години поред жители на махала Попо̀в кладенец поставяли въпроса за поставяне на телефонен пост в магазина там.

## Здравеопазване
Здравният пукнт в селото е открит на 1 септември 1961 година и съставлявал две стаи, чакалня и аптечен пункт, намиращи се в новопостроената многофункционална сграда в центъра. С откриването на новия пункт в него работел лекар на щат, който извършвал домашни посещения и провеждал разяснителни беседи на здравни теми сред населението. Стоматологичното обслужване обаче било по-скоро профилактично и основно обхващало децата и учениците. В началото на 80-те години позицията за фелдшер в Лесковдол останала свободна, поради което селото се посещавало единствено един път седмично от лекар от Своге, а след няколко години, поради намаляването на населението и здравната реформа от 2000 година, здравният пункт бил закрит окончателно.

## Образование
Първото училище в селото отваря врати през октомври 1938 година в сградата на църковната магерница. Преди това децата от Лесковдол посещавали училището в Редина, като през годините за кратки периоди в Лесковдол работели учители, които преподавали в отдадени под наем стаи от къщи поради липсата на помещение. През 1941 година, със заем от Фонда за кооперативен строеж на народни училища, към магерницата е направена пристройка, с цел увеличаване капацитета на училището, като то продължило да работи до 1967 година, когато е закрито поради малкия брой деца.
Второто училище в селото е основното училище на село Редина, което след промяната на междуселските граници от 1948 година преминало към Лесковдол. Към момента на преминаването от Редина към Лесковдол в училището имало трима прогимназиални и двама начални учители, които общо преподавали на над 120 ученика. Поради намаляването на учениците училището става начално през 1969 година, а десет години по-късно окончателно затваря врати. В наши дни сградата, която се намира на главния път за Лесковдол, приютява кметското наместничество, като част от помещенията са обособени с обществена функция - провеждане на събрания, празници и прочее.
През 50-те години комунистическата власт организирала курсове за ограмотяване на неграмотните пълнолетни жители в селото.

## Култура
Има единични данни, че през 1929 година в Лесковдол било основано читалище „Пробуда“, като обаче липсват каквито и да е сведения за него. Сигурни данни за читалище в селото възникват едва през 1956 година, когато Общината в Своге възобновява дейността на читалищата от селата в района с цел развиване на културна и библиотечна дейност сред населението. Към същата година читалище „Пробуда“ имало само 30 члена и едва 26 тома книги в библиотеката си. Читалищният салонът бил изцяло завършен в края на 1962 година и се намирал на втория етаж на новопостроената многофункционална сграда в центъра на селото.
През годините към читалище „Пробуда“ се създали вокални, театрални и танцови групи, които основно изнасяли представления на празници в Своге. Цялостно обаче работата му била слаба, а условията не предразполагат развиване на активна дейност. Библиотечният фонд пък в даден момент бил един от най-малките в общината - малко над 300 книги, като към края на дейността на читалището то разполагало с около 1200 тома. В последните си активни години читалище „Пробуда“ се включвало основно в организиране на съборите и честванията в Лесковдол. С намаляването на населението в селото културната дейност спира, като днес читалище „Пробуда“ де юре не съществува, тъй като не е регистрирано спрямо прилежащия закон.

### Кино
В Лесковдол се провеждали и кинопрожекции, които започнали още в края на 40-те години, като първоначално селото било обслужвано от софийското подвижно кино №90, а прожекциите се случвали един път месечно. Впоследствие кинообслужването на Лесковдол и съседните му села се поело от Община Своге чрез подвижното кино „Своге“. Към края на 80-те години прожекции вече не се извършвали.

### Пропаганда
През годините след 9 септември 1944 година, под егидата на Общината, се насърчавало създаването на читателски групи с цел пропаганда, като към 1953 година такива били основани в махалите Попо̀в кладенец (30 члена), Кокелини бабки (32 члена), Драганов ток (13 члена), Осѝчено бърдо и Ра̀внището (14 члена). Към 1959 година имало една група и различни кръжоци на теми родознание и здравна просвета, социализма в България и другите социалистически страни.

## Религия
Населението в селото е източноправославно, като според статистическите данни в Лесковдол не са се и към момента не се изповядват други вери.
В селото има една-единствена църква - „Свети пророк Илия“ - която се намира в местността Арто̀, част от махала Селище. Църквата е изцяло завършена през 1933 година, когато е и осветена от Траянополския епископ Антим. На същото място преди строежа на църквата е съществувал малък параклис, който бил вграден в новия храм. Скоро след строежа на храма „Свети пророк Илия“ в съседство била изградена и магерница, която впоследствие приютява първото селско училище.
Към наши дни голяма част от инвентара на църквата е разграбен, включително част от иконите, а самата тя седи заключена. През 2013 година е извършен основен ремонт и реставрация на фасадата. На стената на храма, вляво от входната врата, е поставена паметна плоча с имената на загиналите във войните между 1912 и 1918 година мъже от селото. 
По данни на Община Своге из Лесковдол и по билата над него има поне 13 оброчни кръста, което го прави едно от селата с най-много оброчища в Голема планина. Всеки от кръстовете е в почит на определен светец, като в деня от годината, посветен на светеца, хората от селото изнасяли курбан в негова чест. Към днешна дата някои от оброчищата са все още действащи. 
В Лесковдол има три функциониращи гробища. Централното се намира до селското кметство, като преди промяната на селищните граници през 1948 година то било гробището на село Редина. Другите две са съответно в махала Селище, до селската църква, и в махала Да̀бето. Старото гробище на Лесковдол, което е било унищожено при разширяване на коларските пътища в района, се е намирало в местността Село, смятана за мястото, на което първоначално е основано селото. Според предания на местните там някога имало и малък параклис.

### Дарения
Една от забележителностите на „Седемте престола“ - големият дървен полилей „Хоро“ - е подарен на манастира от жители на Лесковдол и Осеновлаг през 1815 година. Намира се в църквата на обителта и е съставен от 15 отделни части с оцветена дърворезба, дело на осеновлашки майстори.

## Транспорт
Откриването на автобусна линия от и за Своге станало през септември 1966 година. В самото начало линията била обслужвана от 6 курса дневно, като автобусите често обръщали в центъра на селото заради лошото състояние на пътя до махала Кокелини бабки. Едва през 1982 година автобусите вече редовно пътували до последната спирка в местността Валого. Поради намаляване на населението броят на курсовете към селото се свил, като в наши дни линията за Лесковдол се обслужва от 2 курса, пътуващи от понеделник до събота от Своге към селото и обратно – един автобус сутрин и един следобед.

## Забележителности
В самото село няма туристически обекти. Връх Лиляка обаче, който се отличава отдалеч с каменистите си склонове, е популярна точка за планинарите в района на Голема планина. Смята се, че в района му се е намирала крепост, вероятно възстановена по времето на кан Крум заедно с други градища в околността при похода му към Сердика. Днес в местността са останали голям брой камъни, разпръснати по билата на запад и юг от върха. В близост е преминавал и стар римски път, тръгващ от Враца в посока София и преминаващ основно по билото на Голема планина.
Други обекти близо до Лесковдол, към които има удобни пътеки от селото, са манастир „Седемте престола“, връх Издремец, хижа Тръстеная и езерата в района ѝ. През северната и североизточната част на землището преминава маршрутът Ком - Емине, който навлиза в селското землище северно от връх Издремец, продължава на юг през местностите Манастирска поляна, Баин камък, Берилова воденица и при югоизточното подножие на връх Старо пладнище минава в землището на Брезовдол, продължавайки на изток. Маршрутът е маркиран със зимна и обикновена маркировка, като повечето знаци са стари, а на места и липсващи.

## Редовни събития
През 2017 година в селото се отбелязва 118-ата годишнина от написването на творбите „Хайдути“ и „Клепалото бие“, за които се смята, че Иван Вазов се е вдъхновил при поход през селото за манастир "Седемте престола". Събитието, което придобива името „По стъпките на Вазов“, става ежегодно и включва богата програма, състояща се от велопоход, танцови и музикални прояви, както и показ на различни занаяти. През месец август 2020 година в местността Кръ̀сто, където се провежда съборът, е издигнат паметен знак „Аз съм българче“ в чест на делото на Иван Вазов. През следващите години са открити още няколко паметни знака, сред които и Вазовият кръст.
- Паметният знак „Аз съм българче“, открит през 2020 г.
- Паметният знак „Песни за Македония“, открит през 2021 г.
- Вазовият кръст, издигнат през 2022 г.

## Галерия
- Изглед към махала Преслапа (център), с. Редина
- Малка колиба в махала Падѝната
- Изглед от махала Осѝчено бърдо
- Българското знаме на връх Лиляка
- Ливада в махала Попо̀в кладенец
- Къща в селото
- Клепалото при църквата „Св. пророк Илия“
- Църквата „Св. пророк Илия“, погледната от училището
- Изглед от махала Осѝчено бърдо
- Стара плевня с обор в махала Могилата
- Каменна река в подножието на вр. Градище
- Къща в махала Падѝната
- Изглед към селото от махала Иньова нива
- Изоставена къща – махала Могилата
- Издремец и Лиляка, погледнати от махала Осѝчено бърдо
- Чешмата в махала Попо̀в кладенец
- Махала Ра̀змерица погледната от връх Лиляка
- Черен път в селото
- Селото от махала Ла̀домерица
- Магазинът в махала Попо̀в кладенец, 2013 г.
- Рединска река, 2007 г.
- Подножието на връх Лиляка
- Къща в махала Иньова нива
- Западните части на селото
- Къщи в махала Попо̀в кладенец
- Кметството, находящо се в сградата на бившето основно училище
- Църквата преди реставрацията
- Поглед към селото от махала Лафчов ток
- Махала Падѝната
- Изглед през зимата
- Поглед от махала Котлене
- Река Селска
- Селото от махала Преслапа, с. Редина
- Изглед към селото от връх Високата чукла
- Къща в махала Средно бърдо
- Каменна река югозападно от вр. Градище
- Изглед от местността Мазнотил
- Махала Падѝната
- Основите на стария, самосрутил се мост към селото
- Местността Ветрен над селото
- Къща в махала Радова ливада